# Nikonion

Les colonies grecques du nord de la mer Noire.

Nikonion (Niconium en latin) est une cité grecque qui se trouvait sur la rive gauche du Tyras (le Dniestr actuel), en face de la cité de Tyras, à une dizaine de kilomètres du littoral. Elle a été fondée par des colons grecs dans la seconde moitié du VIe siècle av. J.-C. Elle semble très liée à la cité d'Histria dès le Ve siècle av. J.-C. Elle semble avoir été abandonnée vers 250 av. J.-C., jusqu'au Ier siècle apr. J.-C. Elle est alors intégrée dans l'Empire romain, jusqu'au IIIe siècle, lorsqu'elle est abandonnée définitivement.

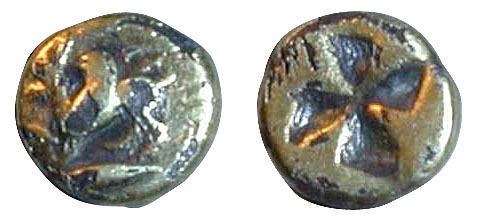
Monnaies exposées,
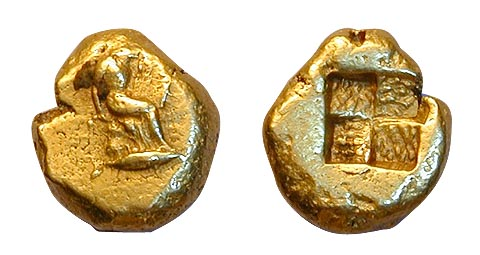
au musée d'Odessa,
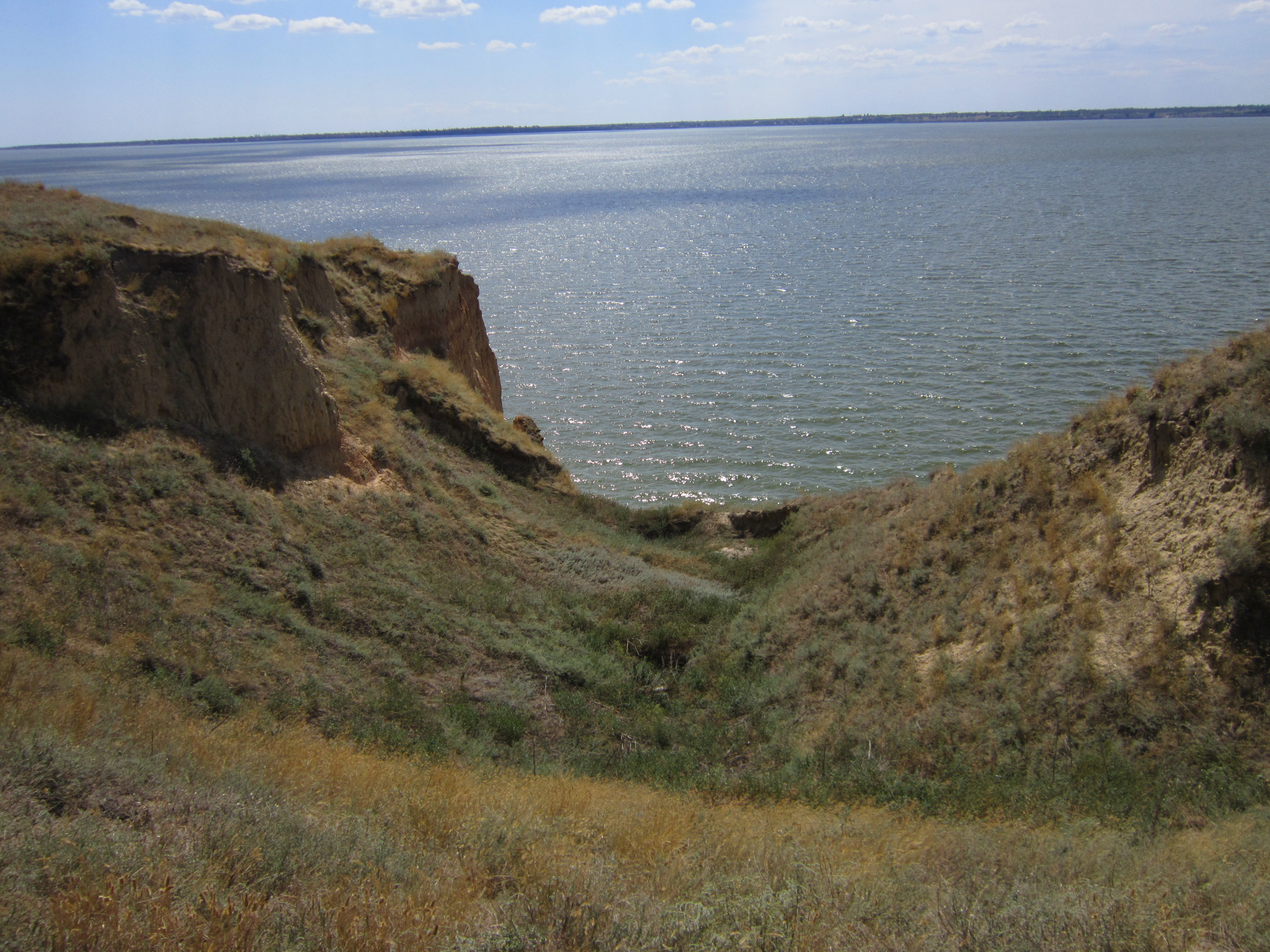
colonie grecque, classée[1],

Le site se trouve sur le territoire du village de Roksolany, du district d'Ovidiopol, en Ukraine.